# Pocket Linux Guide

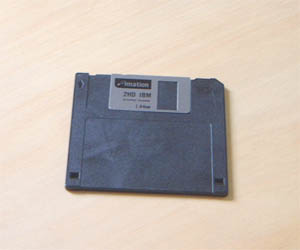
De Pocket Linux Guide geeft als resultaat 2 floppydisks

De Pocket Linux Guide is een demonstratie hoe een kleine GNU/Linux-distributie van broncode te creëren.
Sinds revisie 1.0 is het een onderdeel van het Linux Documentation Project (LDP). Deze versie verscheen op 17 februari 2003. Het project valt onder de GNU-licentie voor vrije documentatie.
Het is een leerproject met de doelstelling om zonder bijkomende kosten de geïnteresseerde binnen afzienbare tijd noemenswaardige kennis te verschaffen waarbij alleen onder de GNU General Public License vallende software gebruikt wordt. Kennis van programmeertalen is expliciet niet noodzakelijk voor het voltooien van het project maar (enige) voorkennis van het werken met de commandoregelinterface, shellscripts alsmede van het compileren van een linuxkernel wel.
Het project is opgebouwd in negen hoofdstukken en werkt volgens de Rapid application development (RAD) methodologie; Analyse, ontwerp, constructie, implementatie. Indien de lezer het project succesvol doorloopt zal hij/zij een linux-distributie op twee floppy disks gemaakt hebben. 
Het project kan beschouwd worden als het kleinere broertje van Linux From Scratch